# دنیل ویفن
دنیل ویفن (انگلیسی: Daniel Wiffen؛ زادهٔ ۱۴ ژوئیهٔ ۲۰۰۱) شناگر اهل جمهوری ایرلند است.
وی در مسابقات کشوری و بین‌المللی در مجموع برندهٔ ۷ مدال طلا، ۳ مدال نقره، ۱ مدال برنز شده است.